# (53447) 1999 XL105
1999 أكس أل 105 (ويعرف أيضًا باسم (53447) 1999 أكس أل 105 وفق تسمية الكوكب الصغير) (بالإنجليزية: 1999 XL105)‏ هو كويكب ضمن حزام الكويكبات؛ وترتيبه 53447 من حيث الاكتشاف.
اكتُشف هذا الجُرم الفلكي بواسطة تاكيشي أوراتا ‏ في 8 ديسمبر 1999.

## وصلات خارجية
- (53447) 1999 XL105 في قاعدة بيانات مختبر الدفع النفاث لأجرام النظام الشمسي الصغيرة

- الاكتشاف · مخطط المدار ·  العناصر المدارية · المعلمات المادية

- (53447) 1999 XL105 على موقع ويكي سكاي: DSS2, SDSS, GALEX, IRAS, Hydrogen α, X-Ray, Astrophoto, Sky Map, Articles and images